# FP Houthalen-Genk
FP Houthalen-Genk was een Belgische zaalvoetbalclub.

## Historiek
De club werd opgericht in 1976 als Zaalvoetbalvereniging Park Houthalen en fuseerde in 1995 met MAVA. In 2002 fuseerde de club wederom, ditmaal met ZVK Ford Genk. De nieuwe club kreeg de naam FP Houthalen-Genk. De feitelijke naamswijziging gebeurde tijdens de algemene vergadering van 20 juni 2005.
De club kwam in opspraak na facturenzwendel bij de sponsoring en werd, naar een vonnis van de rechtbank van eerste aanleg te Hasselt, ontbonden in maart 2011. De correctionele rechtbank van Hasselt veroordeelde op 6 september 2013 de gewezen voorzitter en penningmeester, alsook twee voormalige sponsors tot elk 14 maanden celstraf met uitstel en een effectieve fiscale boete van 10.000 euro. Daarnaast werd 508.000 euro verbeurdverklaard. In totaal moesten 13 mensen zich voor de rechter verantwoorden.

## Bekende ex-spelers
- Najib El Allouchi[7]